# Société nationale de radiodiffusion et de télévision
SNRT (arab. الشركة الوطنية للإذاعة والتلفزة, Asz-Szarika al-Watanijja lil-Iza’a wa-at-Talfaza; fr. Société Nationale de Radiodiffusion et de Télévision; berb. ⵜⴰⵎⵙⵙⵓⵔⵜ ⵜⴰⵏⴰⵎⵓⵔⵜ ⵏ ⵓⵏⵣⵡⴰⵢ ⴷ ⵜⵉⵍⵉⴼⵉⵣⵢⵓⵏ, Tamssurt tanamurt uazwaj d tilifizjun) – marokański publiczny nadawca radiowo-telewizyjny. Firma za datę swojego założenia uważa rok 1928, gdy zaczęło nadawać Radio Maroc. W 1954 rozpoczęto emisję czarno-białej telewizji, a w 1972 nastąpiło przejście na nadawanie w kolorze w systemie SECAM. SNRT jest członkiem Europejskiej Unii Nadawców.

## Kanały
Firma nadaje siedem kanałów telewizyjnych i 4 ogólnokrajowe kanały radiowe, a także szereg regionalnych stacji radiowych:

### Telewizja
- Al Aoula (Kanał 1) – kanał ogólny (informacyjno-rozrykowy)
- Arryadia (Kanał 3) – kanał sportowy
- Arrabia (Kanał 4) – kanał dokumentalno-kulturalny
- Al Maghribia (Kanał 5) – kanał satelitarny przeznaczony dla Marokańczyków żyjących poza granicami kraju
- Assadissa (Kanał 6) – islamski kanał religijny
- Aflam TV (Kanał 7) – kanał filmowo-serialowy
- Laayoune TV – kanał informacyjny dla krajów Maghrebu, posiadający wspólną redakcję z Kanałem 1

### Radio
- Al Idaa Al Watania – kanał ogólny
- Chaine Inter – kanał dla młodych odbiorców, zwłaszcza z miast
- Al Idaa Al Amazighia – kanał ekonomiczno-kulturalny
- Radio Mohammed VI du Saint Coran – islamski kanał religijny
- stacje regionalne